# Johanniskirche Löbau

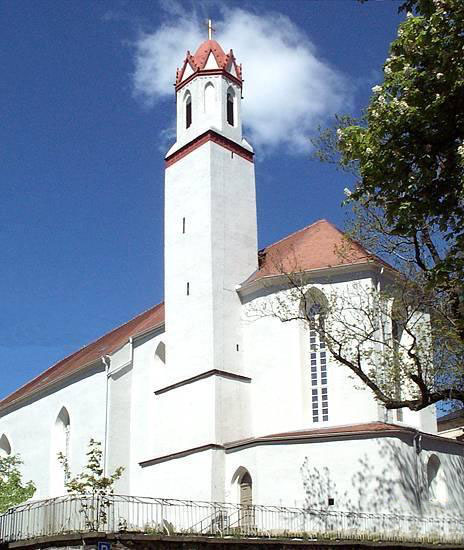
Johanniskirche (Löbau)

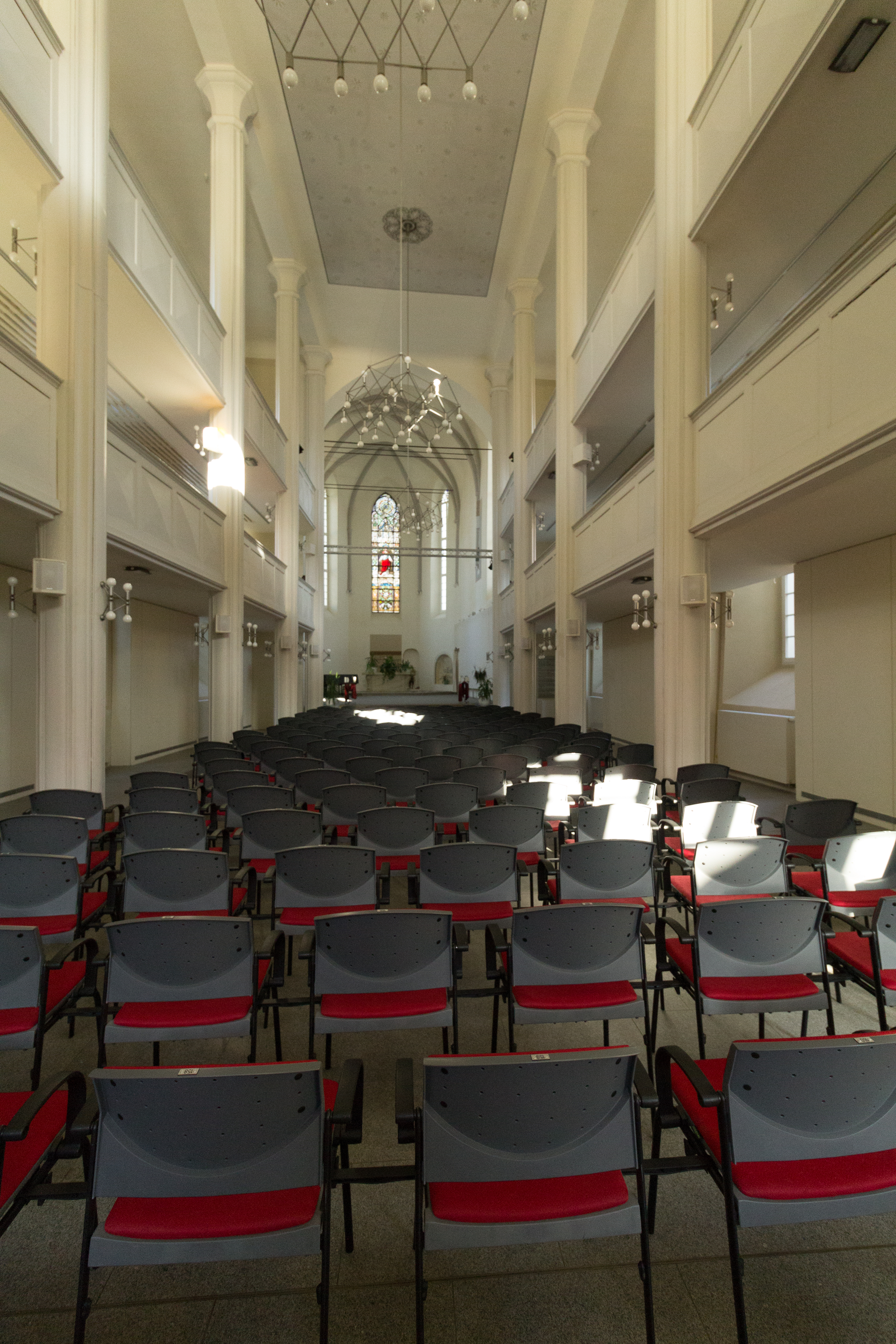
Innenansicht nach Osten

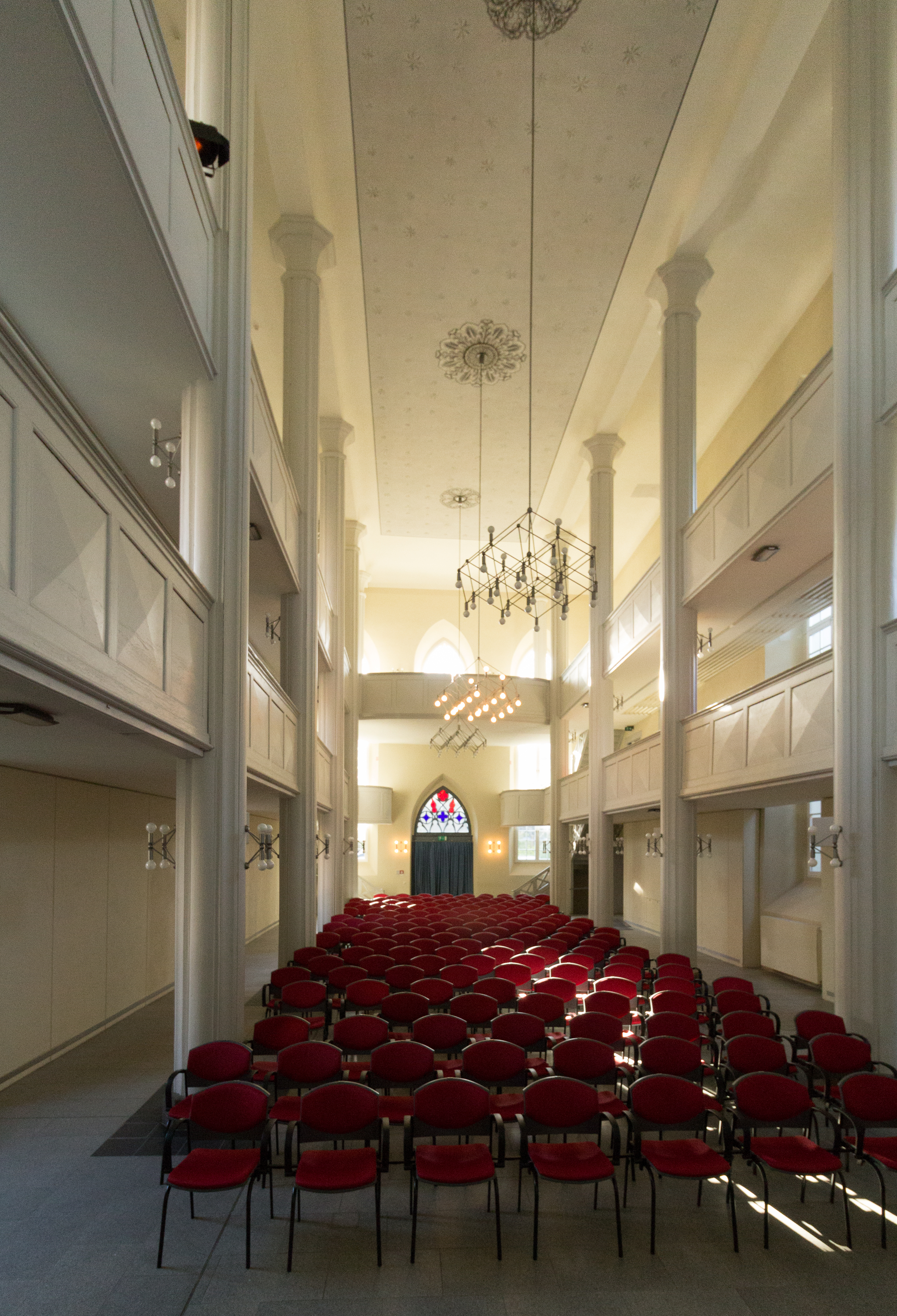
Innenansicht nach Westen

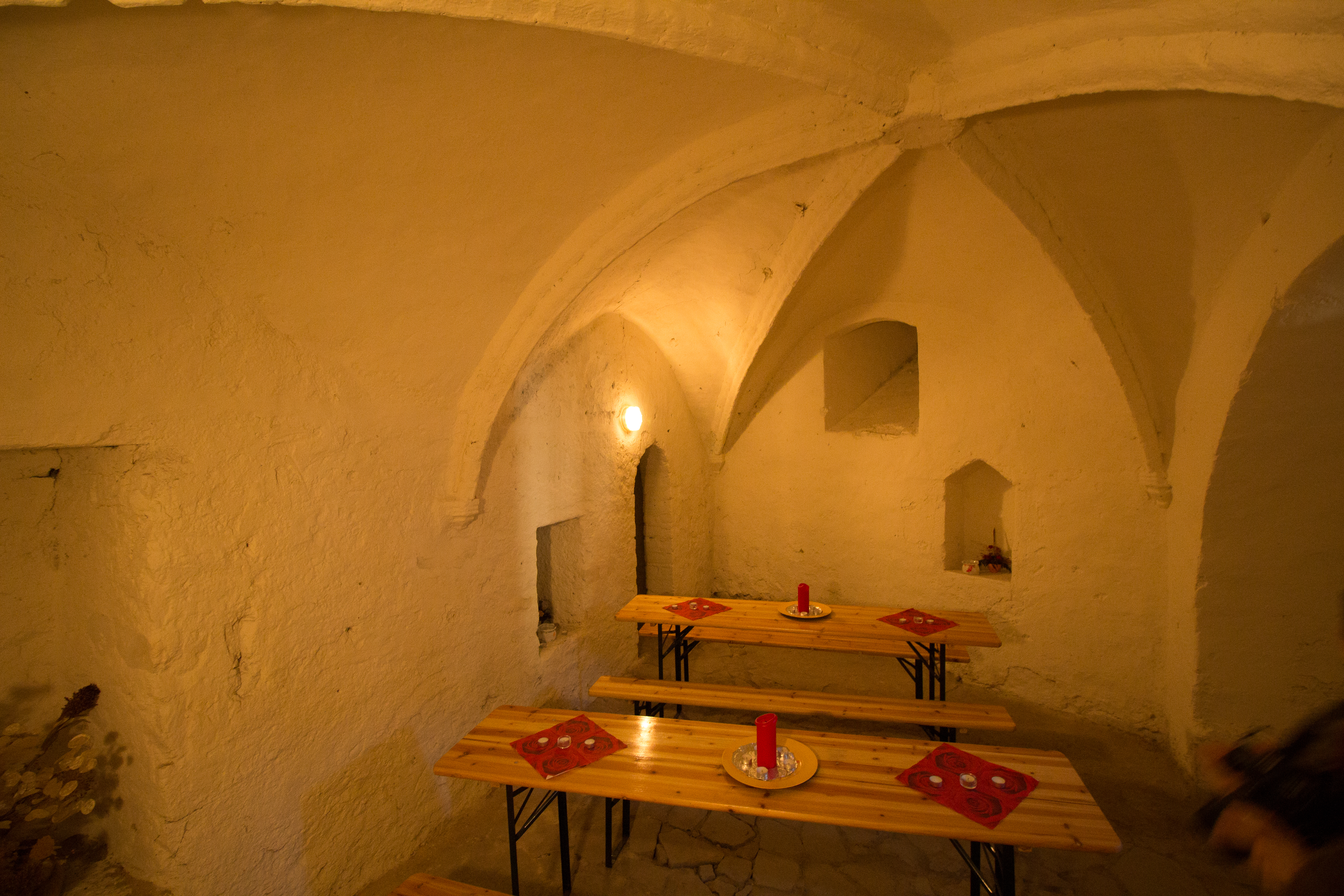
Ehemalige Krypta

Die ehemalige Johanniskirche (obersorbisch Janska cyrkej) ist eine profanierte spätgotische Saalkirche in Löbau im Landkreis Görlitz in Sachsen. Sie geht auf eine im 14. Jahrhundert gebaute Klosterkirche des  Franziskanerordens zurück. Seit 1994 gehört sie der Stadt Löbau und wird als Kulturzentrum genutzt.

## Geschichte
Im Jahr 1336 wurde eine Klosterkirche der Franziskaner in Löbau erstmals erwähnt; im selben Jahr wurde auf Initiative der Bürgerschaft und der Stadt das Franziskanerkloster gegründet, das zur Sächsischen Franziskanerprovinz gehörte. 1504 nahm der Konvent im Rahmen der Auseinandersetzungen im Orden um die Observanz die Martinianischen Konstitutionen an, eine mittlere Linie bei der Verfolgung des franziskanischen Armutsideals. Infolge der Reformation erlosch das Kloster, es wird 1558 letztmals erwähnt.
Die Kirche wurde nach einem Brand im Jahr 1519 wiederhergestellt, in den Jahren 1666/1667 gründlich erneuert und 1840 umgebaut. Von 1667 bis 1956 wurde die Kirche von der evangelischen Gemeinde genutzt, unter anderem für Gottesdienste in sorbischer Sprache für die Landbevölkerung aus Altlöbau, Oelsa und anderen zu Löbau gehörigen Dörfern sowie die Sorben in der Stadt. Zunächst wurde jede Woche sorbisch gepredigt, ab 1848 nur noch zweiwöchentlich. Der letzte sorbische Gottesdienst fand 1912 statt.
Nach Leerstand und längerer Verwendung als Lagerraum über mehr als 30 Jahre wurde die Kirche von der Stadt im Jahr 1994 gekauft, danach erfolgte seit 1995 eine Restaurierung und Ausstattung mit den erforderlichen Einrichtungen für eine Nutzung als Kulturzentrum (Künstlergarderoben, Foyer, Sozial- und Sanitärtrakt, Bestuhlung, Bühne).

## Architektur
Die ehemalige Klosterkirche ist eine Saalkirche und steht auf nach Osten abfallendem Gelände. Das Bauwerk ist ein verputztes Bruchsteinbauwerk mit nach Westen abgewalmtem Satteldach; das Langhaus ist zur Ostseite hin schmaler ausgebildet. Der eingezogene Chor mit Dreiachtelschluss ist leicht aus der Achse des Langhauses nach Norden verschoben. Die Westseite ist mit drei schmalen Spitzbogenfenstern und einem Portalvorbau mit spitzbogigem Gewände und reich profiliertem Gesims versehen, der auf das Jahr 1840 datiert ist. An die Chorsüdwand ist ein schlanker, quadratischer Turm angebaut, der durch ein oktogonales Glockengeschoss und einem Kranz von acht Wimpergen vor einer schlanken Kuppel bekrönt wird.

## Inneres
Das Innere ist ein schlichter, flach gedeckter Saal mit zweigeschossigen Emporen an der Nord- und Südseite und einer Orgelempore im Westen. Ein spitzbogiger Triumphbogen bildet den Übergang zum kreuzrippengewölbten Chor. Die Rippen stützen sich auf Backsteinkonsolen in spätgotischen Formen aus dem 16. Jahrhundert. Unter dem Chor liegt die nur von außen zugängliche Krypta mit fünfteiligem Rippengewölbe.
Die frühere sakrale Ausstattung stammte von 1840 und bestand aus einem schlichten Altartisch mit einem Holzkruzifix. Die Kanzel war mit einem gebauchten polygonalen Korb und einem Schalldeckel mit laubartigem Schnitzwerk gestaltet, ein neugotischer polygonaler Tauftisch bestand aus Holz. Der geschnitzte Orgelprospekt war mit seitlichen Akanthusranken verziert und wurde von einem Löbauer Stadtwappen aus der Mitte des 19. Jahrhunderts bekrönt. Der weitere Verbleib der Ausstattung ist unbekannt.